# Zofia Chętnikowa
Zofia Chętnik z Klukowskich (ur. 1893 w Grodnie, zm. 2 lipca 1950 w Nowogrodzie) – polska nauczycielka, współtwórczyni Muzeum Kurpiowskiego w Nowogrodzie, w latach 1926–1936 kustoszka zbiorów w muzeum z ramienia Polskiego Towarzystwa Krajoznawczego, członkini Narodowych Sił Zbrojnych; pierwsza żona etnografa Adama Chętnika.

## Życiorys
Zofia zdała maturę w rządowym żeńskim gimnazjum w Grodnie, uzyskując złoty medal. Pracowała jako nauczycielka w prywatnych domach w okolicach Mińska i Grodna. Następnie przyjechała do Warszawy, by uczyć się na Wydziale Pedagogicznym Towarzystwa Kursów Naukowych. Dobrze znała języki: francuski, rosyjski i łacinę. Malowała (uczestniczyła w kursach rysunku im. Wojciecha Gersona), brała udział w kursie organizowanym przez Towarzystwo Miłośników Fotografii, była uzdolniona muzycznie. W okresie międzywojennym pod pseudonimem Zet publikowała w łomżyńskich katolickich czasopismach swoje wiersze.
Początkowo dokonywała adiustacji tekstów męża, które publikowane były w „Drużynie”. Z czasem włączyła się w prace redakcyjne czasopism „Gość Puszczański” i „Goniec Pograniczny”.
Dzięki jej funduszom (sprzedała część majątku rodowego, która jej przypadła) w 1920 Chętnikom udało się zakupić w Nowogrodzie plac nad Narwią, by w 1927 otworzyć tu Muzeum Kurpiowskie. Pełniła w nim funkcję kustosza, opłacała działalność skansenu z własnej kieszeni.
Po 1928, chcąc podreperować domowy budżet, założyła w Nowogrodzie księgarnię. Prawdopodobnie nie przynosiła zysków i szybko została zamknięta. Po 1930 tłumaczyła francuskie książki dla łomżyńskiego wydawnictwa oraz uczyła francuskiego.
W 1930 muzeum jako fundacja założycieli Adama i Zofii Chętników dla nauki i kultury polskiej przekazano Polskiemu Towarzystwu Krajoznawczemu. Odpisano plac, część budynków i eksponatów z przeznaczeniem na cele społeczne. Muzeum miało pozostać w Nowogrodzie, PTK miało przejąć część zaległych zobowiązań, a Chętnik miał pozostać kierownikiem. W wyniku nieporozumień (m.in. planów przeniesienia muzeum do Łomży lub Białegostoku) rozmowy trwały do 1936, kiedy to darowizny zostały odwołane. Majątek Zofii i Adama Chętników w 1930 r. został wyceniony na 20 tys. zł przy wartości muzeum ponad 35 tys. zł. Adam pozostał kierownikiem, a Zofia kustoszem placówki. Patronat naukowy nad placówką od 1933 zaczęło sprawować Towarzystwo Naukowe Płockie – powstała tu Stacja Naukowo-Badawcza TNP, której kierownikiem był Chętnik. Oboje z żoną pracowali tu bezinteresownie, finansując działanie placówki.
Wybuch II wojny światowej zastał Zofię wraz z córką Teresą w Grodnie u Jadwigi Klukowskiej, matki Zofii. Z powodu trudności w poruszaniu się po terytorium zajętym przez Sowietów dotarły do Nowogrodu późną jesienią 1939. Dom Chętników i skansen prawie w całości zostały zniszczone. Zofia straciła wiele pamiątek rodzinnych i patriotycznych nawet z XVI w. Syn wyruszył na front, mąż Adam ukrył się w Warszawie z powodu swojej promazurskiej działalności.
Zofia zamieszkała w Piątnicy, gdzie pracowała jako nauczycielka. Kilkakrotnie w ukryciu spotykała się z mężem. Syn uciekł z niemieckiego obozu jenieckiego, córka w 1941 pojechała do ojca do Warszawy. Po zajęciu Nowogrodu przez Niemców w czerwcu 1941 Zofia wróciła do Nowogrodu, gdzie ożeniła syna i włączyła się w tajne nauczanie dzieci i młodzieży z okolicy.
W 1942 wstąpiła do Narodowych Sił Zbrojnych, a jej dom służył jako kwatera dla żołnierzy. Od 1943 w działalność ruchu oporu włączyła się Teresa Chętnik, która powróciła z Warszawy.
We wrześniu 1944 dom Chętników w Nowogrodzie w związku z naporem wojsk sowieckich na linię Narwi został spalony. Zofia wyjechała do Kolna, by leczyć chorą na tyfus córkę. Rozpoczęła pracę w prywatnym gimnazjum jako nauczycielka francuskiego. Z końcem 1946 przeniosła się do Łomży, gdzie uczyła języków obcych w Państwowym Gimnazjum i Liceum Koedukacyjnym, Liceum Pedagogicznym i Liceum Handlowym. W tym czasie ponownie nawiązała kontakt z mężem, który nadal mieszkał w Warszawie.
Zofia Chętnik przed 1949 zachorowała na raka nerki. Po udanej operacji w Warszawie wróciła z córką do Nowogrodu, zajmując chatę kurpiowską jako zalążek nowego gospodarstwa, które chciała zbudować. Wróciła do pracy w szkole, ale szybko jej stan zdrowia się pogorszył. Zmarła w lipcu 1950. Pochowano ją na cmentarzu przy ul. Kopernika w Łomży.

## Życie prywatne

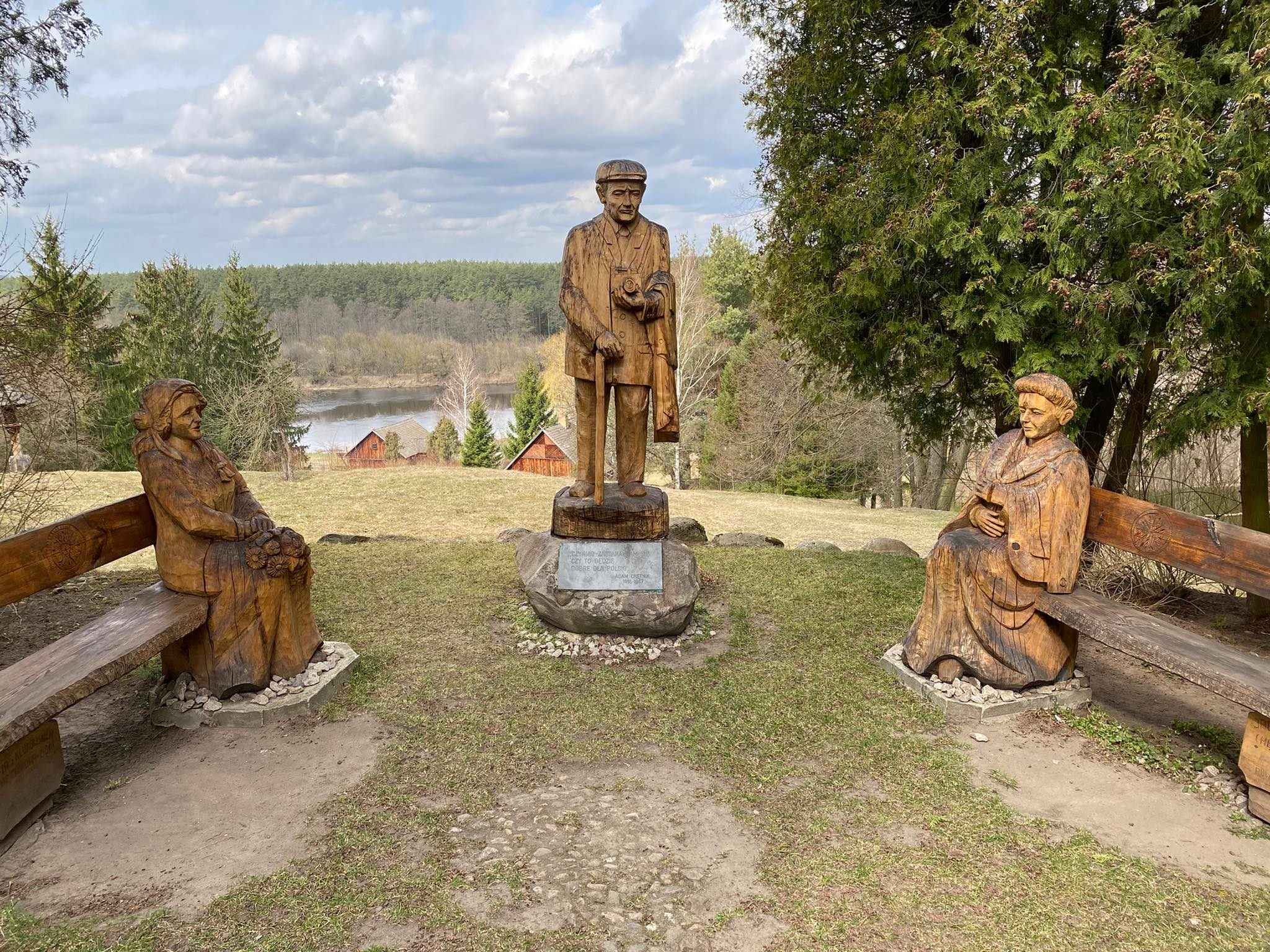
Pomnik Adama Chętnika i ławeczki jego żon: Zofii z Klukowskich Chętnikowej (po lewej) oraz Jadwigi z Nowickich Chętnikowej (po prawej) na terenie Skansenu Kurpiowskiego im. Adama Chętnika w Nowogrodzie

Była córką lekarza Ambrożego (1856–1900) i Jadwigi z Górskich Klukowskich. Matka dysponowała majątkiem położonym 7 km od Grodna z dworem w miejscowości Balla Konwacka niedaleko Niemna. Zofia miała braci: Włodzimierza i Witolda (ur. 1898).
Przyszłego męża Adama Chętnika poznała w 1913 na studiach w Warszawie. Ślub wzięli w kościele Najświętszego Zbawiciela w Warszawie 9 czerwca 1914. Wesele zorganizowano w Hotelu Europejskim. Po ślubie zamieszkali przy ul. Wspólnej 33. W 1915 urodziła się ich córka Wiesława, a w 1917 syn Jerzy (zm. 1967).
W 1916 mieszkali już w Nowogrodzie, rodzinnej miejscowości Chętnika. W 1919 urodziło się trzecie dziecko Chętników – syn Eugeniusz. W 1922 zarówno Eugeniusz, jak i starsza siostra Wiesława, zmarli. W 1926 przyszło na świat kolejne dziecko – córka Teresa (zm. 2014).

## Upamiętnienie
W literaturze funkcjonuje wzmiankowo w tekstach o Adamie Chętniku. Szerzej mówiła i pisała o niej tylko Wiesława Laszczkowska.
13 maja 2017 na terenie Skansenu Kurpiowskiego w Nowogrodzie odsłonięto pomnik Adama Chętnika i pomniki-ławeczki jego żon: Zofii z Klukowskich i Jadwigi z Nowickich.